# ブルキアンデ県
ブルキアンデ県(フランス語：Boulkiemdé)は、ブルキナファソの中西部地方の県。
2011年の人口は約56.8万人。
県都はクドゥグ。

## 下位行政区画
以下の13の郡に分けられる。
| 郡             | 中心都市     | 人口 （2006年国勢調査） |
| -------------- | ------------ | ----------------------- |
| バンゴ郡       | バンゴ       | 15,100                  |
| イマスゴ郡     | イマスゴ     | 22,401                  |
| カンディ郡     | カンディ     | 33,347                  |
| ココロゴ郡     | ココロゴ     | 38,988                  |
| クドゥグ郡     | クドゥグ     | 131,825                 |
| ナンディアラ郡 | ナンディアラ | 23,266                  |
| ナノロ郡       | ナノロ       | 33,291                  |
| ペヤ郡         | ペヤ         | 19,243                  |
| ポア郡         | ポア         | 30,317                  |
| ラモンゴ郡     | ラモンゴ     | 23,081                  |
| サブ郡         | サブ         | 45,877                  |
| シグレ郡       | シグレ       | 27,336                  |
| ソアウ郡       | ソアウ       | 15,937                  |
| スルグ郡       | スルグ       | 13,748                  |
| ティウ郡       | ティウ       | 24,251                  |

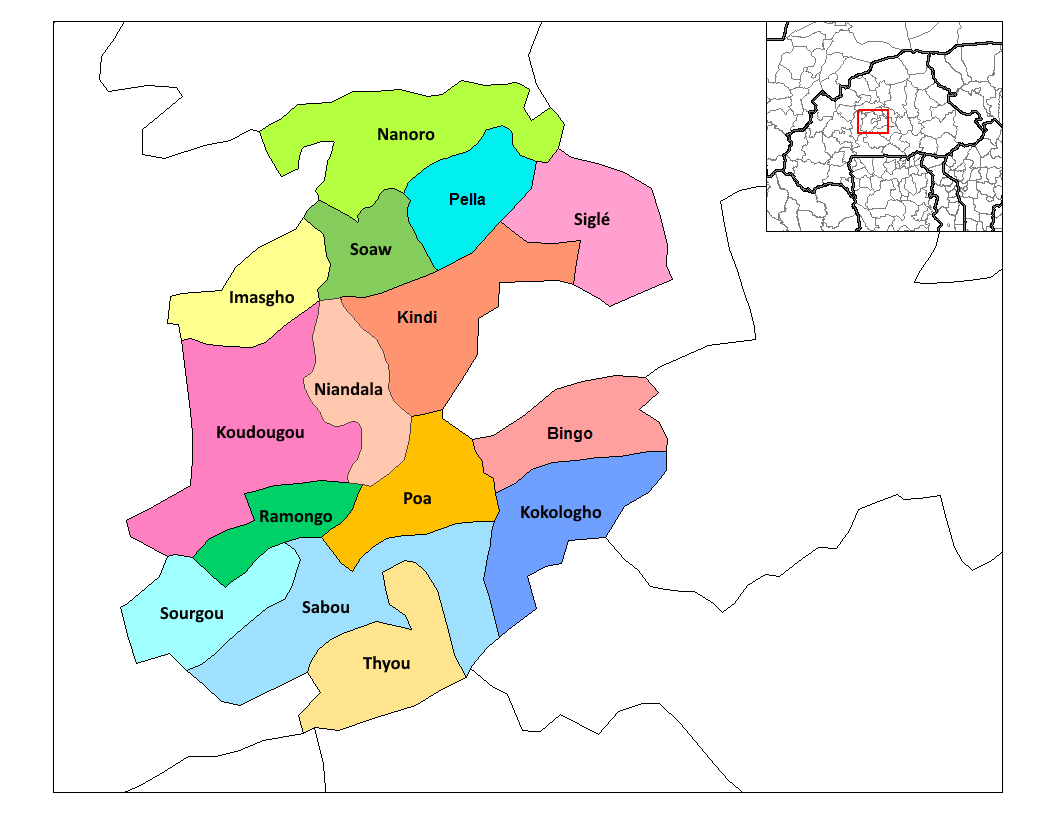
県の地図

2007年に放送された「アメージング・レース12」では、バンゴ郡を中心に走行ルートに設定された。

## 隣接する県
- パッソレ県
- クルウェゴ県
- カディオゴ県
- バゼガ県
- ジロ県
- サンギエ県